# رابطة كرة القدم اليابانية 2014
رابطة كرة القدم اليابانية 2014 (باليابانية: 第16回日本フットボールリーグ) هو موسم من رابطة كرة القدم اليابانية ‏. فاز فيه هوندا إف سي.